# Síla odvahy
Síla odvahy (ve francouzském originále Les Femmes de l'ombre) je francouzský dramatický film z roku 2008. Režisérem filmu je Jean-Paul Salomé. Hlavní role ve filmu ztvárnili Sophie Marceau, Julie Depardieu, Déborah François, Marie Gillain a Moritz Bleibtreu.

## Obsazení
| Sophie Marceau    | Louise Desfontaines |
| Julie Depardieu   | Jeanne Faussier     |
| Marie Gillain     | Suzy Desprez        |
| Déborah François  | Gaëlle Lemenech     |
| Moritz Bleibtreu  | Karl Heindrich      |
| Maya Sansa        | Maria Luzzato       |
| Julien Boisselier | Pierre Desfontaines |
| Vincent Rottiers  | Eddy                |